# Chartres (Falklandinseln)

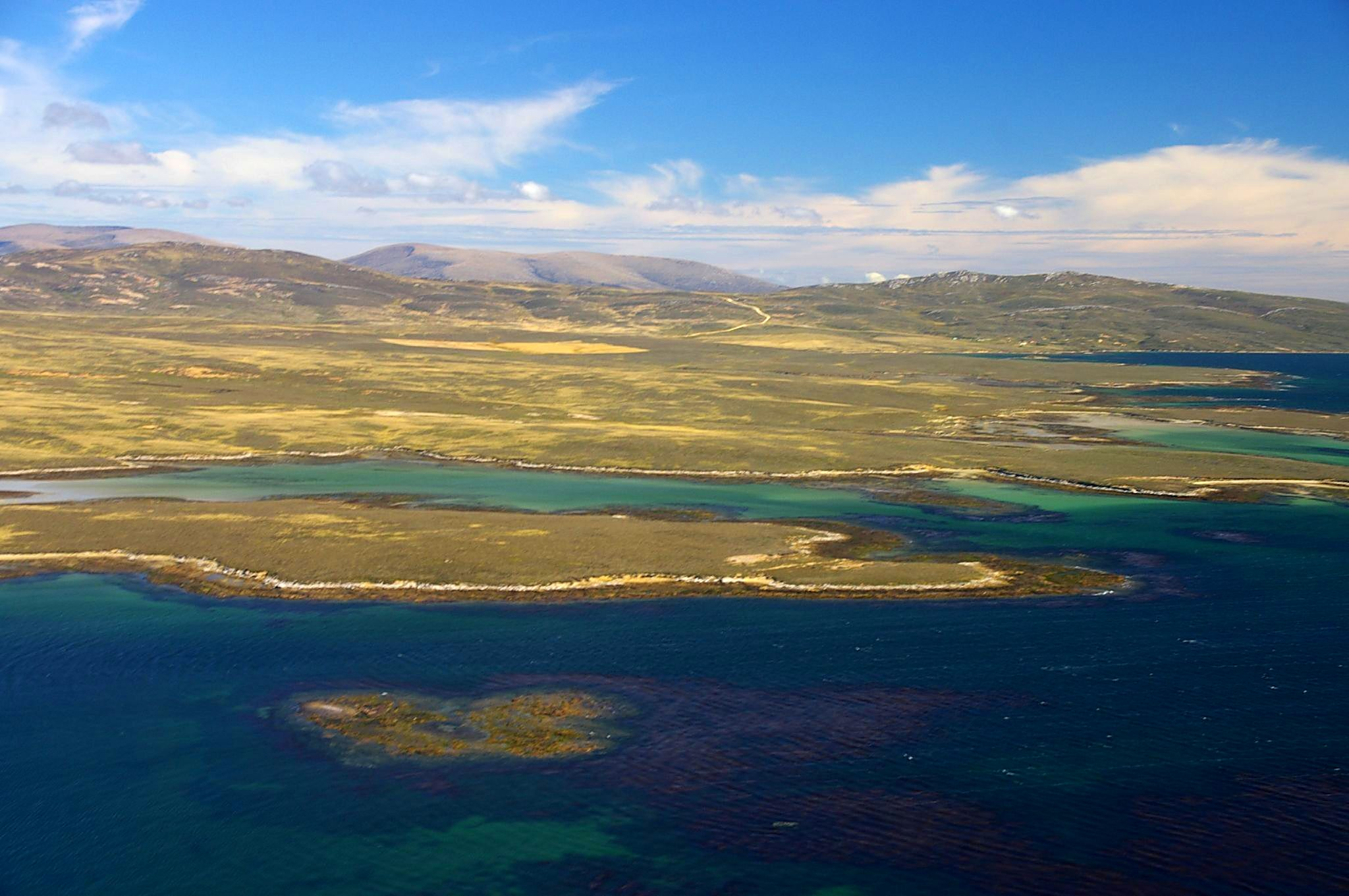
Westfalkland – Luftbild

Chartres ist eine der Hauptsiedlungen auf Westfalkland, den Falklandinseln. Es ist an der Westküste von der Westfalkland gelegen, im Westen mündet der King George Bay und östlich der Chartres River an die Siedlung. Laut der letzten Volkszählung lebten hier mehr als 35 Menschen. Die einzige Straße die von Chartres ausgeht führt zur Port Howard Road, welche nach Port Howard und zu anderen verbundenen Siedlungen führt. Chartres liegt nahe des Mount Adams, der höchste Punkt Westfalklands.

## 11. November 2013
Am 11. November 2013 trat der Satellit GOCE um 00:16 UTC in die Erdatmosphäre ein und verglühte während seines Flugs entlang einer Bahn über Sibirien dem Indischen Ozean, dem Pazifischen Ozean und der Antarktis bis über den Südatlantik. Nahe der Falklandinseln, bei Chartres, stürzten die Trümmer ins Meer, von dort konnte der Wiedereintritt beobachtet und fotografisch dokumentiert werden.